# Westfalenpokal 2021/22
Der Westfalenpokal 2021/22 war die 41. Austragung im Fußball-Westfalenpokal der Männer. Der Sieger qualifizierte sich für die erste Hauptrunde des DFB-Pokal 2022/23. Der SV Rödinghausen setzte sich im Finale gegen Titelverteidiger Preußen Münster durch.

## Modus
Der Westfalenpokal wurde im K.-o.-System ausgetragen. In jeder Runde gab es ein Spiel. Endete ein Spiel nach 90 Minuten unentschieden, fiel die Entscheidung im Elfmeterschießen. Der SV Lippstadt 08, der TuS Haltern, der TuS Dornberg und der SC Wiedenbrück, die ihre Erstrundenpartien des letztjährigen Pokalwettbewerbs noch vor dem Abbruch erfolgreich bestreiten konnten, zogen direkt in die zweite Runde ein. Dadurch wurde vor dem Achtelfinale ein Zwischenspiel nötig, um die Anzahl der Teams auf 16 zu reduzieren. Für alle anderen Mannschaften wurden die Partien der ersten Runde und alle folgenden Paarungen (außer das Finale) ausgelost; in der ersten Runde wurden vor der Auslosung zwei nach geographischen Kriterien eingeteilten Gruppen gebildet, um die Fahrtwege in der ersten Runde zu reduzieren. Bei den Spielen der ersten bis dritten Runde hatte die klassenniedrigere Mannschaft Heimrecht. In den weiteren Runden auf Verbandsebene hatten lediglich die Kreisligamannschaften immer Heimrecht. Spielten zwei Mannschaften aus der gleichen Ligenebene gegeneinander, hatte die zuerst gezogene Mannschaft ein Heimspiel. Ein Tausch des Heimrechts war allerdings möglich. Ab dem Halbfinale wurden die Spielorte durch den Verband bestimmt.

## Teilnehmer
Infolge der durch Bundes- wie Landesregierungen beschlossenen Maßnahmen infolge der COVID-19-Pandemie wurde der Wettbewerb um den Westfalenpokal 2020/21 abgebrochen und mit einem nur aus Profimannschaften bestehenden Teilnehmerfeld in verkürzter Form fortgesetzt. Der Fußball- und Leichtathletik-Verband Westfalen beschloss die Annullierung aller Amateurspielklassen und Pokalturniere auf Kreisebene der Saison 2020/21. Daher konnte auf üblichem Weg kein Teilnehmerfeld für den Westfalenpokal ermittelt werden. Daher, und zugleich als Entschädigung für den abgebrochenen Westfalenpokal 2020/21, sind für den Westfalenpokal 2021/22 alle Mannschaften teilnahmeberechtigt, die ein Startrecht für den Westfalenpokal 2020/21 hatten. Da keine Abmeldungen vom Spielbetrieb von am Westfalenpokal qualifizierten Mannschaften erfolgt sind, entspricht das Teilnehmerfeld 2021/22 dem Teilnehmerfeld des Vorjahres. Da in den Ligen, die die Vorsaison trotz der Pandemie beendeten, auch keine für den Westfalenpokal qualifizierten Mannschaften auf- oder abstiegen, blieb die Ligaebene aller Mannschaften im Vergleich zum Pokalwettbewerb 2020/21 in seiner ursprünglich geplanten Form im Wesentlichen unverändert. Einzige Ausnahme war der SV Drensteinfurt, der sich freiwillig aus der Landesliga zurückgezogen hat und als Bezirksligist in den Pokalwettbewerb startete.
Für den in seiner ursprünglich geplanten Form gestarteten Westfalenpokalwettbewerb 2020/21 qualifizierten sich automatisch die westfälischen Vereine aus der 3. Liga und der Regionalliga West 2019/20 sowie evtl. Absteiger aus der 2. Bundesliga 2019/20. Dazu kamen die Mannschaften auf den Plätzen eins bis sechs der Oberliga Westfalen 2019/20, die Meister der beiden Staffeln der Westfalenliga, die Meister der vier Staffeln der Landesliga, die Meister der zwölf Staffeln der Bezirksliga sowie die 29 Kreispokalsieger. Die verbleibenden Plätze bis zur Zahl 64 wurden an die Kreise vergeben, die die meisten Herrenmannschaften stellten, die aktiv am Spielbetrieb der Kreisligen teilnahmen. In jenem Jahr waren dies die Kreise Dortmund, Bochum und Recklinghausen. Dazu kam der Kreis Münster, der sich nach dem Losverfahren gegen den Kreis Ahaus/Coesfeld durchgesetzt hat. Beide Kreise hatten die gleiche Anzahl der Mannschaften. Hatte sich ein Kreispokalsieger bereits über eine Meisterschaft qualifiziert, rückte der unterlegene Kreispokalfinalist nach.
| Westfälische Mannschaften der 3. Liga 2019/20 | Westfälische Mannschaften der Regionalliga West 2019/20 1 | Die ersten sechs Mannschaften der Oberliga Westfalen 2019/20 |
| Preußen Münster TV | TuS Haltern SV Lippstadt 08 Sportfreunde Lotte SV Rödinghausen SC Verl SG Wattenscheid 09 | Rot Weiss Ahlen Holzwickeder SC 2 RSV Meinerzhagen FC Eintracht Rheine Westfalia Rhynern SC Wiedenbrück |
| Die Meister der Westfalenliga 2019/20 | Die Meister der Landesliga 2019/20 | Die Meister der Bezirksliga 2019/20 |
| TSV Victoria Clarholz (1) SG Finnentrop/Bamenohl (2) | FC Preußen Espelkamp (1) Borussia Dröschede (2) Wacker Obercastrop (3) SC Westfalia Kinderhaus (4) | Rot-Weiß Kirchlengern (1) TuS Dornberg (2) SCV Neuenbeken (3) FC Arpe-Wormbach (4) SV Attendorn (5) Rot-Weiß Lüdenscheid (6) SV Drensteinfurt (7) Türkspor Dortmund (8) Erler SV 08 (9) Schwarz-Weiß Wattenscheid (10) SuS Stadtlohn (11) 3 Vorwärts Wettringen (12)                                                                                     |
| Die Kreispokalsieger der Saison 2019/20 (OL = Oberliga, WL = Westfalenliga, LL = Landesliga, BL = Bezirksliga, KLA = Kreisliga A) | | |
| - Ahaus/Coesfeld SpVgg Vreden (WL) - Arnsberg TuS Langenholthausen (LL) - Beckum SpVg Beckum (LL) F - Bielefeld TuS 08 Senne I (BL) F - Bochum CF Kurdistan Bochum (BL) SC Weitmar (BL) - Detmold SV Jerxen-Orbke (BL) - Dortmund TuS Bövinghausen (LL) Mengede 08/20 (BL) F - Gelsenkirchen YEG Hassel (WL) - Gütersloh VfB Schloß Holte (LL) - Hagen TuS Ennepetal (OL) | - Herford VfL Holsen (LL) - Herne FC Frohlinde (LL) F - Hochsauerland Rot-Weiß Erlinghausen (LL) F - Höxter FC Nieheim (LL) - Iserlohn Sportfreunde Hüingsen (BL) - Lemgo SV Werl-Aspe (KLA) - Lippstadt SuS Bad Westernkotten (LL) - Lübbecke TuS Tengern (WL) F - Lüdenscheid Kiersper SC (BL) D - Minden Rot-Weiß Maaslingen (LL) | - Münster SC Greven 09 (BL) F TuS Freckenhorst (BL) D - Olpe SpVg Olpe (LL) - Paderborn Delbrücker SC (WL) - Recklinghausen SV Schermbeck (OL) SpVgg Erkenschwick (WL) D - Siegen-Wittgenstein Germania Salchendorf (BL) - Soest Rot-Weiß Westönnen (BL) - Steinfurt Borussia Emsdetten (WL) F - Tecklenburg TuS Recke (BL) - Unna-Hamm Hammer SpVg (OL) |

## 1. Runde
Die Paarungen wurden am 15. Juli 2021 ausgelost.
| Datum                         |                             | Ergebnis        |                             |
| ----------------------------- | --------------------------- | --------------- | --------------------------- |
| 18. August 2021, 18:30 Uhr    | SG Wattenscheid 09 (OL)     | 1:3             | SC Verl (3L)                |
| 18. August 2021, 18:30 Uhr    | CF Kurdistan Bochum (BL)    | 1:5             | Rot Weiss Ahlen (RL)        |
| 18. August 2021, 18:30 Uhr    | Delbrücker SC (WL)          | 0:3             | SV Rödinghausen (RL)        |
| 18. August 2021, 19:00 Uhr    | SCV Neuenbeken (LL)         | 1:4             | Sportfreunde Lotte (RL)     |
| 18. August 2021, 19:30 Uhr    | Preußen Münster (RL)        | 12:0            | SV Werl-Aspe (KLA) H        |
| 21. August 2021, 15:00 Uhr    | SV Attendorn (LL)           | 0:2             | SpVgg Vreden (OL)           |
| 21. August 2021, 15:30 Uhr    | Rot-Weiß Lüdenscheid (LL)   | 1:3             | TuS Ennepetal (OL)          |
| 22. August 2021, 15:00 Uhr    | FC Frohlinde (LL)           | 1:1 (5:6 i. E.) | FC Arpe-Wormbach (LL)       |
| 22. August 2021, 15:00 Uhr    | Erler SV (LL)               | 0:3             | RSV Meinerzhagen (OL)       |
| 22. August 2021, 15:00 Uhr    | Germania Salchendorf (BL)   | 2:0             | SV Schermbeck (OL)          |
| 22. August 2021, 15:00 Uhr    | SpVg Olpe (LL)              | 2:4             | Türkspor Dortmund (LL)      |
| 22. August 2021, 15:00 Uhr    | SC Weitmar (BL)             | 1:2             | SG Finnentrop/Bamenohl (OL) |
| 22. August 2021, 15:00 Uhr    | SuS Stadtlohn (BL)          | 0:0 (1:3 i. E.) | SW Wattenscheid 08 (LL)     |
| 22. August 2021, 15:00 Uhr    | TuS Langenholthausen (LL)   | 3:0             | Wacker Obercastrop (WL)     |
| 22. August 2021, 15:00 Uhr    | Kiersper SC (BL)            | 0:3             | YEG Hassel (WL)             |
| 22. August 2021, 15:00 Uhr    | Sportfreunde Hüingsen (BL)  | 0:4             | Borussia Dröschede (WL)     |
| 22. August 2021, 15:00 Uhr    | Mengede 08/20 (BL)          | 0:0 (1:3 i. E.) | TuS Bövinghausen (WL)       |
| 22. August 2021, 15:00 Uhr    | TuS Freckenhorst (BL)       | 3:0             | TuS Recke (BL)              |
| 22. August 2021, 15:00 Uhr    | SC Greven 09 (BL)           | 3:2             | Vorwärts Wettringen (LL)    |
| 22. August 2021, 15:00 Uhr    | FC Nieheim (LL)             | 1:4             | Westfalia Rhynern (OL)      |
| 22. August 2021, 15:00 Uhr    | Rot-Weiß Maaslingen (LL)    | 4:0             | VfL Holsen (LL)             |
| 22. August 2021, 15:00 Uhr    | FC Preußen Espelkamp (WL)   | 4:0             | Holzwickeder SC (OL)        |
| 22. August 2021, 15:00 Uhr    | Eintracht Jerxen-Orbke (BL) | 1:5             | FC Eintracht Rheine (OL)    |
| 22. August 2021, 15:00 Uhr    | Westfalia Kinderhaus (WL)   | 0:4             | Hammer SpVg (OL)            |
| 22. August 2021, 15:00 Uhr    | TuS 08 Senne I (BL)         | 0:4             | SpVg Beckum (LL)            |
| 22. August 2021, 15:00 Uhr    | VfB Schloß Holte (BL)       | 1:4             | TuS Tengern (WL)            |
| 22. August 2021, 15:00 Uhr    | Borussia Emsdetten (WL)     | 1:2             | TSV Victoria Clarholz (OL)  |
| 22. August 2021, 15:00 Uhr    | Rot-Weiß Westönnen (BL)     | 3:0             | SV Drensteinfurt (BL)       |
| 22. August 2021, 15:00 Uhr    | SuS Bad Westernkotten (LL)  | 1:0             | Rot-Weiß Kirchlengern (LL)  |
| 22. September 2021, 19:45 Uhr | Rot-Weiß Erlinghausen (LL)  | 1:3             | SpVgg Erkenschwick (WL)     |

## 2. Runde
| Datum                         |                           | Ergebnis        |                             |
| ----------------------------- | ------------------------- | --------------- | --------------------------- |
| 15. September 2021, 19:15 Uhr | FC Preußen Espelkamp (WL) | 0:4             | SC Verl (3L)                |
| 22. September 2021, 19:00 Uhr | Preußen Münster (RL) H    | 4:1             | TuS Tengern (WL)            |
| 22. September 2021, 19:00 Uhr | Germania Salchendorf (BL) | 1:5             | SV Rödinghausen (RL)        |
| 22. September 2021, 19:30 Uhr | TuS Langenholthausen (LL) | 2:6             | SV Lippstadt 08 (RL) 1      |
| 22. September 2021, 19:30 Uhr | FC Arpe-Wormbach (LL)     | 1:1 (1:4 i. E.) | SuS Bad Westernkotten (LL)  |
| 22. September 2021, 19:30 Uhr | Rot Weiss Ahlen (RL)      | 2:0             | Sportfreunde Lotte (RL)     |
| 22. September 2021, 19:30 Uhr | Westfalia Rhynern (OL)    | 1:0             | SC Wiedenbrück (RL) 1       |
| 22. September 2021, 19:30 Uhr | YEG Hassel (WL)           | 3:1             | Borussia Dröschede (WL)     |
| 23. September 2021, 19:30 Uhr | TuS Freckenhorst (BL)     | 2:4             | FC Eintracht Rheine (OL)    |
| 23. September 2021, 19:30 Uhr | SW Wattenscheid 08 (LL)   | 2:1             | Hammer SpVg (OL)            |
| 23. September 2021, 19:30 Uhr | SpVg Beckum (LL)          | 2:4             | TuS Bövinghausen (WL)       |
| 23. September 2021, 19:30 Uhr | RSV Meinerzhagen (OL)     | 4:5             | SpVgg Vreden (OL)           |
| 23. September 2021, 19:30 Uhr | SC Greven 09 (BL)         | 3:1             | Türkspor Dortmund (LL)      |
| 23. September 2021, 19:30 Uhr | Rot-Weiß Maaslingen (LL)  | 5:1             | TuS Haltern (OL) 1          |
| 23. September 2021, 19:30 Uhr | TuS Dornberg (LL) 1       | 2:4             | TuS Ennepetal (OL)          |
| 23. September 2021, 19:30 Uhr | Rot-Weiß Westönnen (BL)   | 1:3             | SG Finnentrop/Bamenohl (OL) |
| 29. September 2021, 19:30 Uhr | SpVgg Erkenschwick (WL)   | 4:0             | TSV Victoria Clarholz (OL)  |

## Zwischenspiel
Um auf die für das Achtelfinale benötigten 16 Mannschaften zu kommen, wurde vor der dritten Runde ein Zwischenspiel ausgetragen. Diese Paarung wurde am 28. September 2021 in Kaiserau ausgelost.
| Datum                       |                            | Ergebnis |                         |
| --------------------------- | -------------------------- | -------- | ----------------------- |
| 20. Oktober 2021, 19:30 Uhr | SuS Bad Westernkotten (LL) | 1:2      | SpVgg Erkenschwick (WL) |

## Achtelfinale
Das Achtelfinale wurde am 28. September in Kaiserau ausgelost.
| Datum                        |                          | Ergebnis |                             |
| ---------------------------- | ------------------------ | -------- | --------------------------- |
| 12. Oktober 2021, 18:00 Uhr  | SV Lippstadt 08 (RL)     | 2:5      | Preußen Münster (RL)        |
| 13. Oktober 2021, 19:00 Uhr  | Rot-Weiß Maaslingen (LL) | 1:3      | SC Verl (3L)                |
| 14. Oktober 2021, 20:00 Uhr  | SC Greven 09 (BL)        | 1:8      | SpVgg Vreden (OL)           |
| 20. Oktober 2021, 19:30 Uhr  | TuS Bövinghausen (WL)    | 0:2      | FC Eintracht Rheine (OL)    |
| 20. Oktober 2021, 19:30 Uhr  | Westfalia Rhynern (OL)   | 0:2      | Rot Weiss Ahlen (RL)        |
| 20. Oktober 2021, 19:30 Uhr  | YEG Hassel (WL)          | 0:1      | SV Rödinghausen (RL)        |
| 27. Oktober 2021, 19:30 Uhr  | TuS Ennepetal (OL)       | 4:3      | SG Finnentrop/Bamenohl (OL) |
| 20. November 2021, 13:45 Uhr | SV Wattenscheid 08 (LL)  | 0:2      | SpVgg Erkenschwick (WL)     |

## Viertelfinale
Das Viertelfinale wurde am 28. September 2021 in Kaiserau ausgelost. Die vier Viertelfinalpartien sollten ursprünglich vom 23. Oktober 2021 bis 21. November 2021 ausgetragen werden.
| Datum                        |                       | Ergebnis        |                         |
| ---------------------------- | --------------------- | --------------- | ----------------------- |
| 10. November 2021, 19:30 Uhr | TuS Ennepetal (OL)    | 0:6             | SC Verl (3L)            |
| 24. November 2021, 19:30 Uhr | SpVgg Vreden (OL)     | 1:2             | Rot Weiss Ahlen (RL)    |
| 1. Dezember 2021, 19:30 Uhr  | Eintracht Rheine (OL) | 2:2 (3:4 i. E.) | SV Rödinghausen (RL)    |
| 8. Dezember 2021, 19:30 Uhr  | Preußen Münster (RL)  | 5:0             | SpVgg Erkenschwick (WL) |

## Halbfinale
Die Auslosung fand am 21. Februar 2022 im SportCentrum Kaiserau statt.
| Datum                    |                      | Ergebnis |                      |
| ------------------------ | -------------------- | -------- | -------------------- |
| 6. April 2022, 19:30 Uhr | SV Rödinghausen (RL) | 2:1      | Rot Weiss Ahlen (RL) |
| 6. April 2022, 19:30 Uhr | Preußen Münster (RL) | 3:0      | SC Verl (3L)         |

## Finale
Das Finale wurde am 21. Mai 2022 im Rahmen des Finaltags der Amateure ausgetragen werden. Der Westfalenpokalsieger qualifizierte sich für die erste Hauptrunde des DFB-Pokals 2022/23. Finalisten waren der Titelverteidiger Preußen Münster und der SV Rödinghausen, der zuletzt 2019 den Westfalenpokal gewinnen konnte. Im Elfmeterschießen setzte sich Rödinghausen durch. Pokalheld war der Rödinghauser Torwart Alexander Sebald, der im Elfmeterschießen drei Elfmeter halten konnte. Für Rödinghausen war es der zweite Titelgewinn.
| Preußen Münster (RL)                                  | Preußen Münster (RL) | SV Rödinghausen (RL) | SV Rödinghausen (RL) |
| ----------------------------------------------------- | --- | --- | -------------------- |
| Preußen Münster (RL)                                  | \| 21. Mai 2022 um 16:40 Uhr in Münster (Preußenstadion) \| \| Ergebnis: 1:1 (0:0), 2:3 i. E. \| \| Zuschauer: 6.480 \| \| Schiedsrichter: Leonidas Exuzidis (Castrop-Rauxel) 1 \|                        | \| 21. Mai 2022 um 16:40 Uhr in Münster (Preußenstadion) \| \| Ergebnis: 1:1 (0:0), 2:3 i. E. \| \| Zuschauer: 6.480 \| \| Schiedsrichter: Leonidas Exuzidis (Castrop-Rauxel) 1 \|        | SV Rödinghausen (RL) |
| Preußen Münster (RL)                                  | Schulze Niehues – Borgmann, Schauerte , Scherder, Ziegele – Kok (85. Dahlke), Deters (79. Ghindovean), Remberg – Langlitz (57. Osei Kwadwo), Bindemann (56. Wegkamp), Teklab Cheftrainer: Sascha Hildmann | Sebald – Langer, Wolff, Flottmann , Choroba (80. Ercan) – Ibrahim (56. Marčeta), Hoffmeier, Wiemann, Kurzen – Schaub (65. Schuster), Bravo–Sanchez (75. Riemer) Cheftrainer: Carsten Rump | SV Rödinghausen (RL) |
| Preußen Münster (RL)                                  | 1:1 Teklab (71., Elfmeter) | 0:1 Marčeta (61.) | SV Rödinghausen (RL) |
| Preußen Münster (RL)                                  | Elfmeterschießen | | SV Rödinghausen (RL) |
| Preußen Münster (RL)                                  | 1:0 Schauerte Sebald hält gegen Dahlke 2:1 Schreder Sebald hält gegen Teklab Sebald hält gegen Ghindovean                                                                                                 | 1:1 Marčeta Schulze Niehues hält gegen Wolff 2:2 Hoffmeier 2:3 Schuster | SV Rödinghausen (RL) |
| Preußen Münster (RL)                                  | Ziegele (69.), Kok (40.) | Langer (90.), Flottmann (72.), Kurzen (70.), Ibrahim (5.) | SV Rödinghausen (RL) |
| 21. Mai 2022 um 16:40 Uhr in Münster (Preußenstadion) | | |                      |
| Ergebnis: 1:1 (0:0), 2:3 i. E.                        | | |                      |
| Zuschauer: 6.480                                      | | |                      |
| Schiedsrichter: Leonidas Exuzidis (Castrop-Rauxel) 1  | | |                      |